# Valles di Io
Segue una lista delle valles presenti sulla superficie di Io. La nomenclatura di Io è regolata dall'Unione Astronomica Internazionale; la lista contiene solo formazioni esogeologiche ufficialmente riconosciute da tale istituzione.
Le valles di Io portano i nomi di altre strutture superficiali poste nelle vicinanze.

## Prospetto
| Vallis         | Eponimo                                                                                    | Latitudine | Longitudine | Diametro  |
| -------------- | ------------------------------------------------------------------------------------------ | ---------- | ----------- | --------- |
| Tawhaki Vallis | Tāwhaki – Dio dei fulmini nella mitologia dei Maori. Derivato dalla vicina Tawhaki Patera. | 0,31° N    | 72,76° W    | 165,67 km |